# Boura (Mali)
Boura è un comune rurale del Mali facente parte del circondario di Yorosso, nella regione di Sikasso.
Il comune è composto da 15 nuclei abitati:
- Banga
- Boura
- Dorokouma
- Gouama
- Kian
- Koloni
- Komé
- Kouloumassala
- Koun
- Ping
- Mougna
- Oufrouna
- Sanhouan
- Sougoudian
- Tasso